# Bryostigma phaeophysciae
Bryostigma phaeophysciae is een korstmosparasiet behorend tot de orde Arthoniales. Het komt voor op het rond schaduwmos (Phaeophyscia orbicularis).

## Verspreiding
In Nederland komt deze soort vrij zeldzaam voor.